# Gare d'Arches
La gare d’Arches est une gare ferroviaire française des lignes d'Épinal à Bussang et d'Arches à Saint-Dié, située sur le territoire de la commune d'Arches, dans le département des Vosges, en région Grand Est.
C'est une gare de la Société nationale des chemins de fer français (SNCF), desservie par des trains du réseau TER Grand Est.

## Situation ferroviaire
La gare de bifurcation d'Arches est située au point kilométrique (PK) 11,466 de la ligne d'Épinal à Bussang, déclassée au-delà de Remiremont, entre les gares ouvertes d'Épinal et de Pouxeux. En direction d'Épinal, s'intercale la halte fermée de Dinozé.
Elle est aussi l'origine de la ligne d'Arches à Saint-Dié, suivie par la gare fermée de Jarménil.
Son altitude est de 350 mètres.
La gare dispose de deux quais : le quai 1 (145 m), et le quai 2 (120 m), tous les deux latéraux.

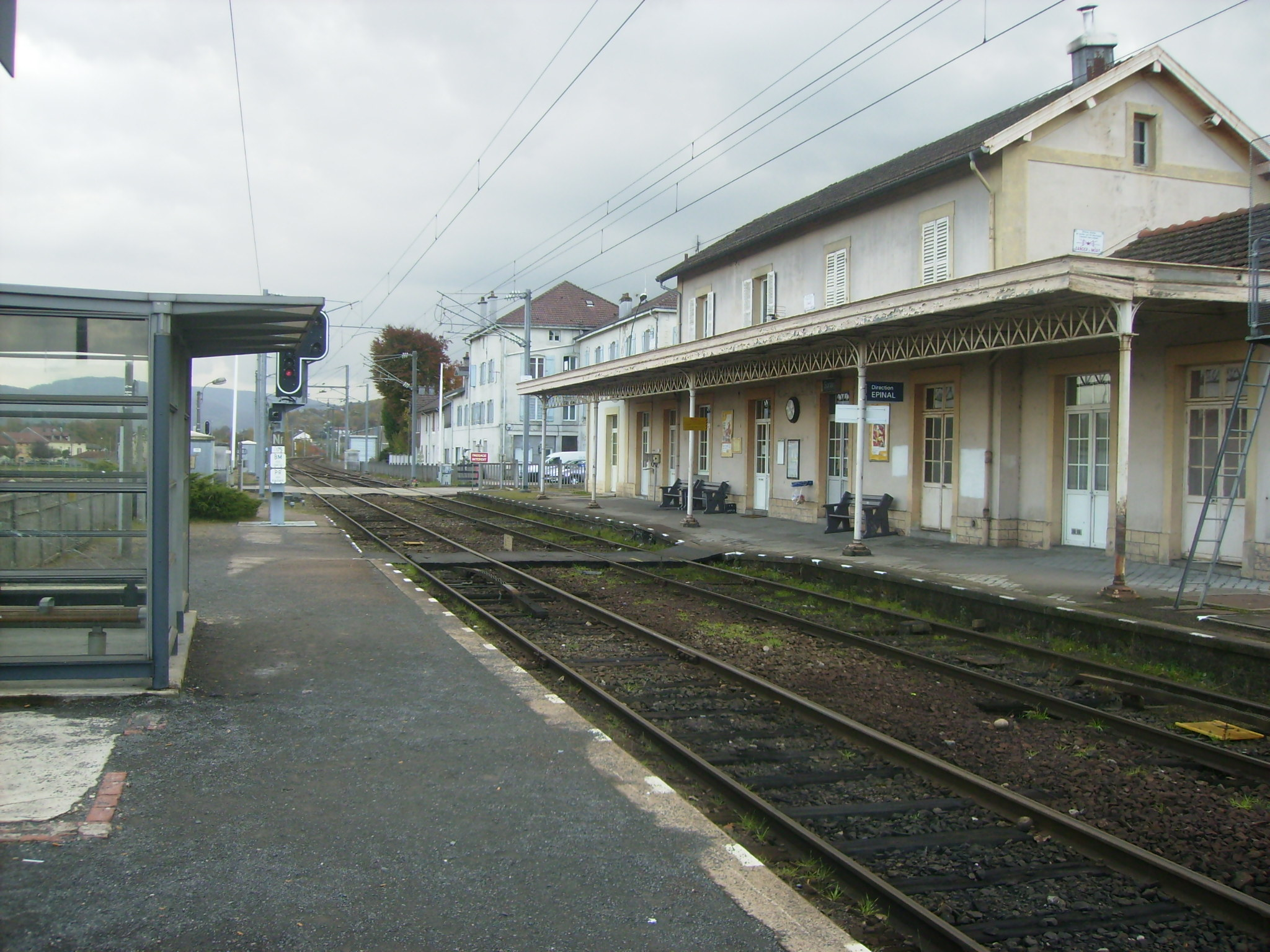
Voies et quais.

## Histoire
Avant l'ouverture de la LGV Est européenne, il existait un aller-retour par jour vers Paris en Intercités en un peu plus de 4 h avec arrêt en gare d'Arches. Le TGV l'a remplacé mais est sans arrêt entre Remiremont et Épinal.
En 2010, la gare a été rénovée (agrandissement du hall, réfection de la marquise, création d'un parking de 74 places, renouvellement des quais et de la signalétique). Le coût des travaux s'est élevé à environ un million d'euros, payé par la commune, le conseil régional de Lorraine et la SNCF.

## Fréquentation
Selon les estimations de la SNCF, la fréquentation annuelle de la gare figure dans le tableau ci-dessous.
| Année     | 2015   | 2016   | 2017   | 2018   | 2019   | 2020   | 2021   | 2022   | 2023    | 2024   |
| --------- | ------ | ------ | ------ | ------ | ------ | ------ | ------ | ------ | ------- | ------ |
| Voyageurs | 58 746 | 52 117 | 53 916 | 51 087 | 64 056 | 40 349 | 54 228 | 85 693 | 101 977 | 93 016 |

## Service des voyageurs

### Accueil
Gare de la SNCF, elle dispose d'un bâtiment voyageurs ouvert tous les jours. Elle est équipée d'automates pour l'achat de titres de transport.

### Desserte
Arches est desservie par des trains régionaux du réseau TER Grand Est, qui effectuent des aller-retours vers Nancy (via Épinal) et Remiremont, ainsi qu'entre Épinal et Saint-Dié-des-Vosges voire Strasbourg.

### Intermodalité
Un parking est aménagé à ses abords.

## Galerie de photographies

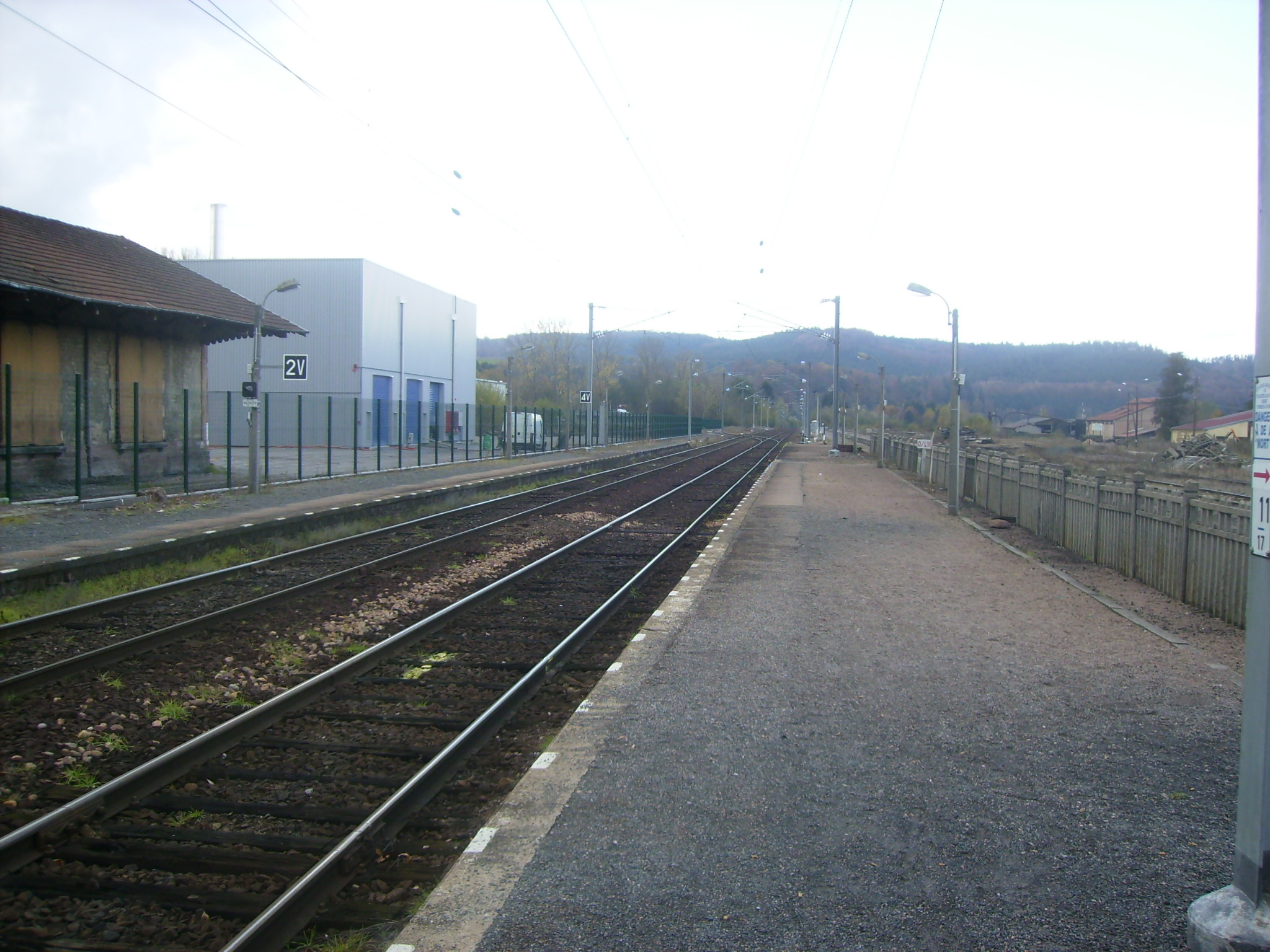
Direction Épinal.
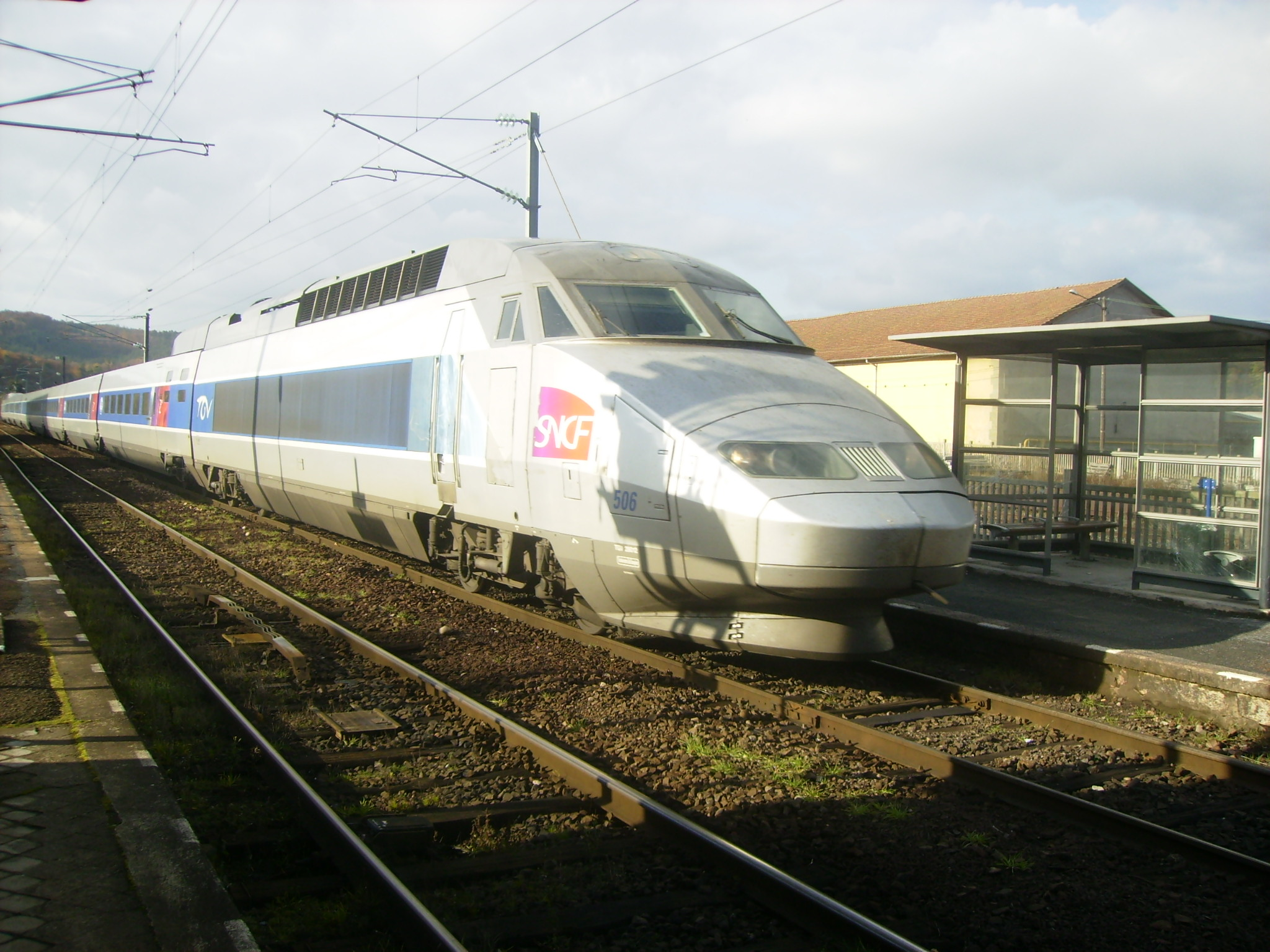
Le TGV 2571 Paris – Remiremont, assuré par la rame 506, traverse la gare.